# Sabrina (serial animowany)
Sabrina (ang. Sabrina: The Animated Series, 1999-2000; Sabrina’s Secret Life, 2003-2004) – amerykański serial animowany opowiadający o Sabrinie Spellman, która posiada swój sekret: w połowie jest zwykłą śmiertelniczką, a w połowie czarownicą. Dziewczyna uczy się czarować, często przez magię wpada w tarapaty. Prawdę o jej pochodzeniu znają tylko nieliczni. Sabrina mieszka wraz z ciotkami, kotem-czarodziejem Salemem i wujkiem (I seria) w miasteczku o nazwie Greendale. Niekiedy akcja serialu przenosi się w Zaświaty – tajemniczą krainę wróżek, czarowników i stworów.
Sabrinę wymyślił znany twórca komiksów George Gladir w 1962, ale dopiero lata 90. przyniosły nastoletniej czarownicy światową popularność i gwiazdorską pozycję. W 1996 roku studio Warner Bros. stworzyło serial „Sabrina, nastoletnia czarownica” z Melissą Joan Hart w roli tytułowej. Popularność serialu pociągnęła za sobą powstanie animowanej wersji przygód Sabriny.
Serial składa się z dwóch serii: pierwsza – 65 odcinków oraz druga – 26 odcinków. Każdy odcinek trwa około 26 minut. W Polsce serial był emitowany na kanale ZigZap (91 odcinków), TVP1 (w bloku Walt Disney przedstawia – 26 odcinków) oraz w KidsCo (22 odcinki), a także w Puls 2.
W telewizji ZigZap po raz ostatni serial pojawił się 1 kwietnia 2007 roku. Później serial powtarzany był na kanale KidsCo. Obecnie emituje go stacja Top Kids.
Pierwsza seria została wyprodukowana w czasie, gdy właścicielem DiC Entertainment był Disney, dlatego serial był emitowany w Polsce w sobotnim porannym bloku Walt Disney przedstawia.

## Różnice między I a II serią
W serii „Sabrina's Secret Life” Sabrina uczy się w jednej szkole razem z Cassandrą, która jest „pełną” czarownicą. Dziewczyny nie lubią siebie nawzajem, rywalizują ze sobą, a nawet dokuczają. Sabrina i Cassandra, poza normalnymi lekcjami, uczęszczają na zajęcia magii, które są prowadzone przez niektórych nauczycieli, uczących w zwykłej, „ludzkiej” szkole. Niekiedy mają razem do wykonania zadania w Zaświatach.
Ze scenariusza II serii zostały usunięte postacie: 
- Chloe – na miejsce najlepszej przyjaciółki Sabriny wstąpiła Maritza, różniąca się nieznacznie od Chloe wyglądem i charakterem.
- Gemini 'Gem' Stone – wyjechała do elitarnej szkoły, daleko od Greendale, nie jest wspominana przez bohaterów.
- Wuj Quigley – w ogóle nie pojawił się w scenariuszu.

## Bohaterowie filmu
- Sabrina Spellman – to główna bohaterka, która jest pół-czarownicą. Ma, zależnie od serii, około 14 lat. Jest blondynką, najczęściej ubiera się w biało-różowy strój. Jej najlepszą przyjaciółką jest Chloe, a w II serii Martizia. Uczy się panować nad swoimi mocami, często przez magię wpada w tarapaty. Jej wrogiem jest Gem, a w II serii Cassandra.
- Ciotka Hilda – jest ciotką (siostrą ojca) głównej bohaterki. Ma czekoladowe, krótkie włosy, zazwyczaj jest ubrana w ciemnofioletową sukienkę. Hilda jest bardziej wyluzowana i wesoła niż jej poważna siostra – Zelda.
- Ciotka Zelda – druga ciotka Sabriny. Nosi długie, rozpuszczone blond włosy i okulary. Jest poważna, różni się charakterem od Hildy.
- Kot Salem – nie jest kotem, ale czarodziejem zamienionym w kota, mieszka w domu Sabriny. Lubi się z dziewczynką i często jej pomaga.
- Wuj Quigley – często narzekający i bardzo spokojny wujek Sabriny. Nie lubi magii, sam jest śmiertelnikiem. Jego pasją jest ogrodnictwo. Występuje w I serii.
- Chloe – przyjaciółka Sabriny w I serii. Chodzi z główną bohaterką do klasy. Ma czekoladową skórę i brązowe włosy, upięte z tyłu. Jest zafascynowana magią, zna sekret Sabriny.
- Maritza – przyjaciółka Sabriny w II serii. Ma białą skórę, brązowe włosy upięte z tyłu i nosi zieloną bluzkę.
- Harvey – przyjaciel i chłopak Sabriny, nosi czarną koszulkę i ma brązowe włosy. Uczęszcza do tej samej szkoły, co inni bohaterowie. Nie zna sekretu Sabriny.
- Gemini 'Gem' Stone – bogata dziewczyna, rywalka Sabriny, występuje w I serii, potem przenosi się do elitarnej szkoły daleko od Greendale.
- Cassandra – „pełna” czarownica, wróg Sabriny w II serii. Ma brązowe, proste włosy. Razem z Sabriną uczy się na zajęciach magii. Dziewczyny dokuczają sobie nawzajem.               Jest lepszą i potężniejszą czarownicą od głównej bohaterki. Jej ciotką jest Enchantra – najpotężniejsza z czarownic. Podoba jej się Harvey.
- Jim – najlepszy przyjaciel Jima i dobry kumpel Sabriny. Dobrze się uczy, jest „mózgowcem”. Ma charakterystyczny kapelusz i lekko żółtą karnację. Lubi wilkołaki.
- Enchantra – najpotężniejsza z czarownic, ciotka Cassandry. Występuje w niektórych odcinkach.
- Veralupa – pół-wilkołaczyca, pół-czarownica. Uczy się magii razem z Sabriną.

## Wersja polska
Opracowanie i udźwiękowienie wersji polskiej: Studio Sonica na zlecenie Disney Character Voices International (odc. 1-26) / MiniMaxa (odc. 27-91)

Reżyseria: Olga Sawicka

Dialogi:
- Barbara Robaczewska (odc. 1-15, 19, 21),
- Edyta Czepiel-Zadura (odc. 16-17),
- Agata Kubasiewicz (odc. 18),
- Dariusz Dunowski (odc. 20),
- Hubert Kubasiewicz (odc. 22, 25),
- Krzysztof Pieszak (odc. 39, 65),
- Joanna Kuryłko (odc. 76)

Dźwięk i montaż:
- Monika Jabłkowska (odc. 1-15),
- Agnieszka Stankowska (odc. 16-26),
- Jacek Osławski (odc. 39, 65),
- Ilona Czech-Kłoczewska (odc. 76)

Organizacja produkcji:
- Elżbieta Kręciejewska (odc. 1-26, 65, 76),
- Agnieszka Sokół (odc. 39)

Wystąpili:
- Joanna Jabłczyńska – Sabrina
- Monika Kwiatkowska – Ciotka Hilda
- Magdalena Wójcik – Ciotka Zelda
- Krzysztof Stelmaszyk – Salem
- Edyta Olszówka – Chloe
- Witold Wysota – Harvey
- Anna Malarz – Gem
- Zbigniew Konopka – Straszny Gar
- Paweł Sanakiewicz – Wujek Quigley (odc. 1-26)
- Anna Sroka – Enchantra (odc. 15)
- Marcin Przybylski –
  - Romeo Monteki (odc. 15),
  - Kamerzysta (odc. 21)
- Paweł Szczesny – Clint Tarantulino (odc. 21)
- Marek Włodarczyk
- Magdalena Górska
- Wojciech Machnicki
- Stanisława Celińska
- Tomasz Marzecki
- Jacek Czyż
- Anna Apostolakis
- Wojciech Paszkowski
- Mirosław Guzowski
- Michał Zieliński
- Maciej Gąsiorek
- Olga Sawicka
- Zuzanna Gąsiorek
- Edyta Duda
- Cezary Kwieciński
- Maria Peszek
- Franciszek Rudziński
- Elżbieta Kijowska
- Mirosław Zbrojewicz
- Joanna Olszewska
- Aleksandra Rojewska

Kierownictwo muzyczne:
- Marek Klimczuk (odc. 1-65),
- Zdzisław Zieliński (odc. 66-91)

Tekst piosenki: Marek Robaczewski

Piosenkę śpiewały:
- Agnieszka Piotrowska i Katarzyna Pysiak (odc. 1-65),
- Róża Zielińska (odc. 66-91)

Fragmenty „Romea i Julii” Williama Szekspira w przekładzie: Józefa Paszkowskiego (odc. 15)

Fragmenty „Hamleta” Szekspira w tłumaczeniu: Romana Brandstaettera (odc. 76)

## Spis odcinków
| N/o            | Polski tytuł                            | Angielski tytuł                                        |
| -------------- | --------------------------------------- | ------------------------------------------------------ |
|                |                                         |                                                        |
| SERIA PIERWSZA |                                         |                                                        |
|                |                                         |                                                        |
| 01             | Dopasowane spodnie                      | Shrink To Fit                                          |
|                |                                         |                                                        |
| 02             | Chłopiec i jego rower                   | Boy Meets Bike                                         |
|                |                                         |                                                        |
| 03             | Nie ma to jak Norma                     | The Importance Of Being Norma                          |
|                |                                         |                                                        |
| 04             | Komu w drogę temu ser                   | You Said A Mouse-ful                                   |
|                |                                         |                                                        |
| 05             | Muzykalne buty                          | Boogie Shoes                                           |
|                |                                         |                                                        |
| 06             | Nieoczekiwana zmiana miejsc             | Witch Switch                                           |
|                |                                         |                                                        |
| 07             | Dorośli mają lepiej                     | Anywhere But Here                                      |
|                |                                         |                                                        |
| 08             | Każda potwora znajdzie swego amatora    | Nothin’ Says Lovin’ Like Somethin’ From A Coven        |
|                |                                         |                                                        |
| 09             | Od dziś zawsze razem                    | I Got Glue Babe                                        |
|                |                                         |                                                        |
| 10             | Każdy byle nie Sabrina                  | Wag The Witch                                          |
|                |                                         |                                                        |
| 11             | Bardzo niebezpieczna czarownica         | Most Dangerous Witch                                   |
|                |                                         |                                                        |
| 12             | Najlepsze z najlepszych                 | Picture Perfect                                        |
|                |                                         |                                                        |
| 13             | Gdzie się podział wujek?                | Has Anybody Seen My Quigley?                           |
|                |                                         |                                                        |
| 14             | Odjazdowy Harvey                        | Extreme Harvey                                         |
|                |                                         |                                                        |
| 15             | Trema                                   | Stage Fright                                           |
|                |                                         |                                                        |
| 16             | Porażające przygody Kapitana Harvistica | The Senses-Shattering Adventures Of Captain Harvtastic |
|                |                                         |                                                        |
| 17             | Reguły, szmuły wujka Quigleya           | Once Upon A Whine                                      |
|                |                                         |                                                        |
| 18             | Nauczka                                 | Field Trippin’                                         |
|                |                                         |                                                        |
| 19             | Śpiewające czarownice                   | Witchy Grrrls                                          |
|                |                                         |                                                        |
| 20             | Moja macocha jest babka palce lizać     | My Stepmother The Babe                                 |
|                |                                         |                                                        |
| 21             | Magiczny show business                  | Documagicary                                           |
|                |                                         |                                                        |
| 22             | Pułapka na dziadków                     | The Grandparent Trap                                   |
|                |                                         |                                                        |
| 23             | Zwariowane miasto                       | Upside Down Town                                       |
|                |                                         |                                                        |
| 24             | Paranormalny Pi                         | Paranormal Pi                                          |
|                |                                         |                                                        |
| 25             | Wcielenia kota Salema                   | This Is Your Nine Lives                                |
|                |                                         |                                                        |
| 26             | Jak nie być bohaterem                   | No Time To Be A Hero                                   |
|                |                                         |                                                        |
| 27             | Kto się boi Melisy?                     | Absence Of Malissa                                     |
|                |                                         |                                                        |
| 28             | Sercowa kłopoty Salema                  | Tail Of Two Kitties                                    |
|                |                                         |                                                        |
| 29             | Z archiwum Hex                          | The Hex Files                                          |
|                |                                         |                                                        |
| 30             | Planeta psów                            | Planet Of The Dogs                                     |
|                |                                         |                                                        |
| 31             | Czaruźlica                              | Witchitis                                              |
|                |                                         |                                                        |
| 32             | Haryozilla                              | Harvzilla                                              |
|                |                                         |                                                        |
| 33             | Spłukana Gem                            | Stone Broke                                            |
|                |                                         |                                                        |
| 34             | Atrakcje sobotniej nocy                 | Saturday Night Furor                                   |
|                |                                         |                                                        |
| 35             | Jak leczyć złamana serce                | What Becomes Of The Broken Hearted?                    |
|                |                                         |                                                        |
| 36             | Uczniowie z Kanady                      | Hex-Change Students                                    |
|                |                                         |                                                        |
| 37             | Bohater na pokaz                        | Feats Of Clay                                          |
|                |                                         |                                                        |
| 38             | Intryga Salema                          | Salem’s Plot                                           |
|                |                                         |                                                        |
| 39             | Przygoda w Rzymie                       | When In Rome                                           |
|                |                                         |                                                        |
| 40             | Trzy w jednym                           | Send In The Clones                                     |
|                |                                         |                                                        |
| 41             | Pozorna panika                          | Scare Apparent                                         |
|                |                                         |                                                        |
| 42             | Kierowca Ed                             | Driver Ed                                              |
|                |                                         |                                                        |
| 43             | Zęby mądrości                           | Molar Molar                                            |
|                |                                         |                                                        |
| 44             | Masz przyjaciela                        | You’ve Got A Friend                                    |
|                |                                         |                                                        |
| 45             | Cielesna zmiana                         | Generation Zap                                         |
|                |                                         |                                                        |
| 46             | Grać, czy wygrać?                       | Field Of Screams                                       |
|                |                                         |                                                        |
| 47             | Wampiryczny tercet                      | The Bat Pack                                           |
|                |                                         |                                                        |
| 48             | Zaczarowane wakacje                     | Enchanted Vacation                                     |
|                |                                         |                                                        |
| 49             | Przeżytek nie do zdarcia                | Moldy Oldie                                            |
|                |                                         |                                                        |
| 50             | Magiczny wieczór w kinie                | Witchery Science Theatre                               |
|                |                                         |                                                        |
| 51             | Dziwny nowy świat                       | Strange New World                                      |
|                |                                         |                                                        |
| 52             | Sabrina, wojownicza czarownica          | Xabrina, Warrior Witch                                 |
|                |                                         |                                                        |
| 53             | Excalibur                               | Hexcalibur                                             |
|                |                                         |                                                        |
| 54             | Prosto z Paryża                         | Straight Outta Paris                                   |
|                |                                         |                                                        |
| 55             | Deski i czary                           | Board & Sorcery                                        |
|                |                                         |                                                        |
| 56             | Mega szpieg                             | La Femme Sabrina                                       |
|                |                                         |                                                        |
| 57             | Mała czarownica                         | Brina Baby                                             |
|                |                                         |                                                        |
| 58             | Klucz do serca                          | Key To My Heart                                        |
|                |                                         |                                                        |
| 59             | Opowieść czarowigilijna                 | Witchmas Carole                                        |
|                |                                         |                                                        |
| 60             | Jak ryba w wodzie                       | Fish Schtick                                           |
|                |                                         |                                                        |
| 61             | Pokolenie Bum Buma                      | Generation Hex                                         |
|                |                                         |                                                        |
| 62             | Prawda albo pianka                      | Truth Or Scare                                         |
|                |                                         |                                                        |
| 63             | Trójkąt bermudzki                       | Witchwrecked                                           |
|                |                                         |                                                        |
| 64             | Pracujące czarownice                    | Working Witches                                        |
|                |                                         |                                                        |
| 65             | Syreny i spółka                         | Wiccan Of The Sea                                      |
|                |                                         |                                                        |
| FILM           |                                         |                                                        |
|                |                                         |                                                        |
| F1             | Sabrina, nastoletnia czarownica         | Sabrina: Friends Forever                               |
|                |                                         |                                                        |
| SERIA DRUGA    |                                         |                                                        |
|                |                                         |                                                        |
| 66             | Sabrina w Krainie Marzeń                | Living Her Dreams                                      |
|                |                                         |                                                        |
| 67             | Na balu                                 | At the Hop                                             |
|                |                                         |                                                        |
| 68             | Szkolny duch                            | School Spirit                                          |
|                |                                         |                                                        |
| 69             | Maskotka nauczyciela                    | Teacher’s Pet                                          |
|                |                                         |                                                        |
| 70             |                                         | I’m a Slave for Who?                                   |
|                |                                         |                                                        |
| 71             | Na ostatnie chwile                      | Putting Off                                            |
|                |                                         |                                                        |
| 72             | Swatka                                  | Matchmaker Sabrina                                     |
|                |                                         |                                                        |
| 73             | Sabrina 2                               | Sabrina, Part Two                                      |
|                |                                         |                                                        |
| 74             | Czarodziejskie zawody                   | Spell-ing Bee                                          |
|                |                                         |                                                        |
| 75             | Opiekunka do dziecka                    | Baby Makes Three                                       |
|                |                                         |                                                        |
| 76             | Eliksir niewidzialności                 | Here’s Looking at You                                  |
|                |                                         |                                                        |
| 77             | Zielonooki potwór                       | Green Eyed Monster                                     |
|                |                                         |                                                        |
| 78             | Namydlić, wypłukać, pożelować           | Lather, Rinse, Repent                                  |
|                |                                         |                                                        |
| 79             | Odchudzanie                             | Half There                                             |
|                |                                         |                                                        |
| 80             | A’psik                                  | J’achoo                                                |
|                |                                         |                                                        |
| 81             | Zwykła plotka                           | Just a Rumor                                           |
|                |                                         |                                                        |
| 82             | Uciążliwy ulubieniec                    | Pet Peeve                                              |
|                |                                         |                                                        |
| 83             | Być najlepszym                          | Best of Show                                           |
|                |                                         |                                                        |
| 84             | Magiczne lustro                         | Hot Item                                               |
|                |                                         |                                                        |
| 85             | Żarłoczne znalezisko                    | Food ’tude                                             |
|                |                                         |                                                        |
| 86             | Kto się przezywa                        | What’s in a Name?                                      |
|                |                                         |                                                        |
| 87             | Idol z Greendale                        | Greendale Idol                                         |
|                |                                         |                                                        |
| 88             | Koszmar nocy letniej                    | Midsummer’s Nightmare                                  |
|                |                                         |                                                        |
| 89             | Czyny kota i człowieka                  | Cat Man Do                                             |
|                |                                         |                                                        |
| 90             | Czarownicologia                         | Witchycology                                           |
|                |                                         |                                                        |
| 91             | Czas ucieka                             | Time Flies                                             |
|                |                                         |                                                        |